# Tbilisi
Tbilisi (georgià: თბილისი, Tbilissi, AFI: [tʰˈbi.li.si] ( escolteu-ho); rus: Тбилиси, Tbilissi), de vegades Tbilissi, també anomenada amb l'antic nom rus de Tiflis, és la capital de Geòrgia, situada a banda i banda del riu Mtkvari. La ciutat té 1.093.000 habitants (2005), i 1.280.000 en l'aglomeració urbana.
A Tbilisi, hi ha el Parlament i el Govern de Geòrgia, l'Acadèmia Georgiana de Ciències, la Universitat Estatal de Tbilisi, la Universitat Mèdica de Geòrgia, la Universitat Agrària de Geòrgia, la Universitat Tècnica de Geòrgia, la Universitat Pedagògica Estatal de Tbilisi, la Universitat Estatal de Llengües i Cultura de Tbilisi, el Conservatori Estatal de Tbilisi, l'Òpera Estatal de Tbilisi, el Teatre Acadèmic Estatal Xota Rustaveli, el Teatre Acadèmic Estatal Marjanixvili, molts museus estatals, la Biblioteca Pública Nacional del Parlament de Geòrgia, el Banc Nacional de Geòrgia i altres institucions importants. A Tbilisi, també s'hi troba la fortalesa de Narikhala (segle iv aC), l'església d'Antxiskhati (segle vi), la catedral de Sioni (segle viii), l'església de Metekhi (segle xiii), etc.

## Noms i etimologia
El nom «Tbilisi» deriva del georgià antic Tbilisi (Asomtavruli: ႧႡႨႪႨႱႨ, Mkhedruli: თბილისი), i més lluny de tpili (Georgià modern: თბილი, càlid, ell mateix del georgià antic: ႲႴႨႪႨ ṭpili). El nom Tbilisi (el lloc de calor) es va donar doncs a la ciutat a causa de les nombroses aigües termals sulfúriques de la zona.
Fins al 1936, el nom de la ciutat en anglès i en la majoria d'altres idiomes seguia la pronunciació persa Tiflis, mentre que el nom georgià era ტფილისი (Ṭpilisi).
El 17 d'agost de 1936, per ordre de la direcció soviètica, es van canviar els noms oficials russos de diverses ciutats perquè coincidís més amb la llengua local. A més, la forma en llengua georgiana Ṭpilisi es va modernitzar sobre la base d'una proposta de lingüistes georgians; l'antic component georgià ტფილი (ṭpili, 'cálida') va ser substituïda pel nou თბილი (tbili). Aquesta forma va ser la base per a un nou nom oficial rus (Тбилиси Tbilisi). La majoria de les altres llengües han adoptat posteriorment la nova forma de nom, però algunes llengües com el turc, el persa, el grec, l'espanyol i l'alemany han conservat una variació de Tiflis.
El 20 de setembre de 2006, el parlament de Geòrgia va celebrar una cerimònia per celebrar el 70è aniversari del canvi de nom.
Alguns dels noms tradicionals de Tbilisi en altres idiomes de la regió tenen arrels diferents. El nom osseti Калак (Kalak) deriva de la paraula georgiana ქალაქი (kalaki) que vol dir simplement ciutat. Els noms txetxens i ingúix per a la ciutat utilitzen una forma similar o igual que els seus noms per al país de Geòrgia (Гуьржех Gürƶex), igual que el nom històric kabardí (Курджы Kwrdžə), mentre que abkhaz Қарҭ (Ķarţ) és del mingrelià ქართი (Karti).

## Història

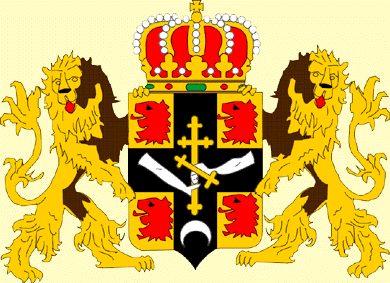
Escut tradicional de Tbilisi

Tbilisi fou fundada al segle v (vers 455 o 458) pel rei de Geòrgia Vakhtang I Cap de Llop (452-502), a l'emplaçament d'un petit poble existent des del segle iv. La capital es va traslladar allí des de Mtskheta. Tbilisi ha estat ocupada per molts poders estrangers, entre els quals els perses (sassànides), els àrabs i els seljúcides (turcs).
El 1122, després d'una dura lluita a la batalla de Didgori, les tropes de David IV de Geòrgia van entrar a Tbilisi. Després d'aquesta batalla, David va traslladar la seva residència des de Kutaisi fins a Tbilisi, i en va fer la capital del país. Després, el regne va caure sota influència dels ilkhànides i els seus successors, i dels perses. El 1801, va passar a estar sota control de Rússia.
Durant els anys 1918-1921, Geòrgia fou independent i Tbilisi funcionava com a capital. El 1921, la República Democràtica de Geòrgia fou ocupada per la Rússia soviètica. Tbilisi fou la capital de la República Socialista Soviètica Federada de Transcaucàsia, i més tard de la República Socialista Soviètica de Geòrgia. Des del 9 d'abril del 1991, Tbilisi és la capital de la Geòrgia independent.

## Geografia

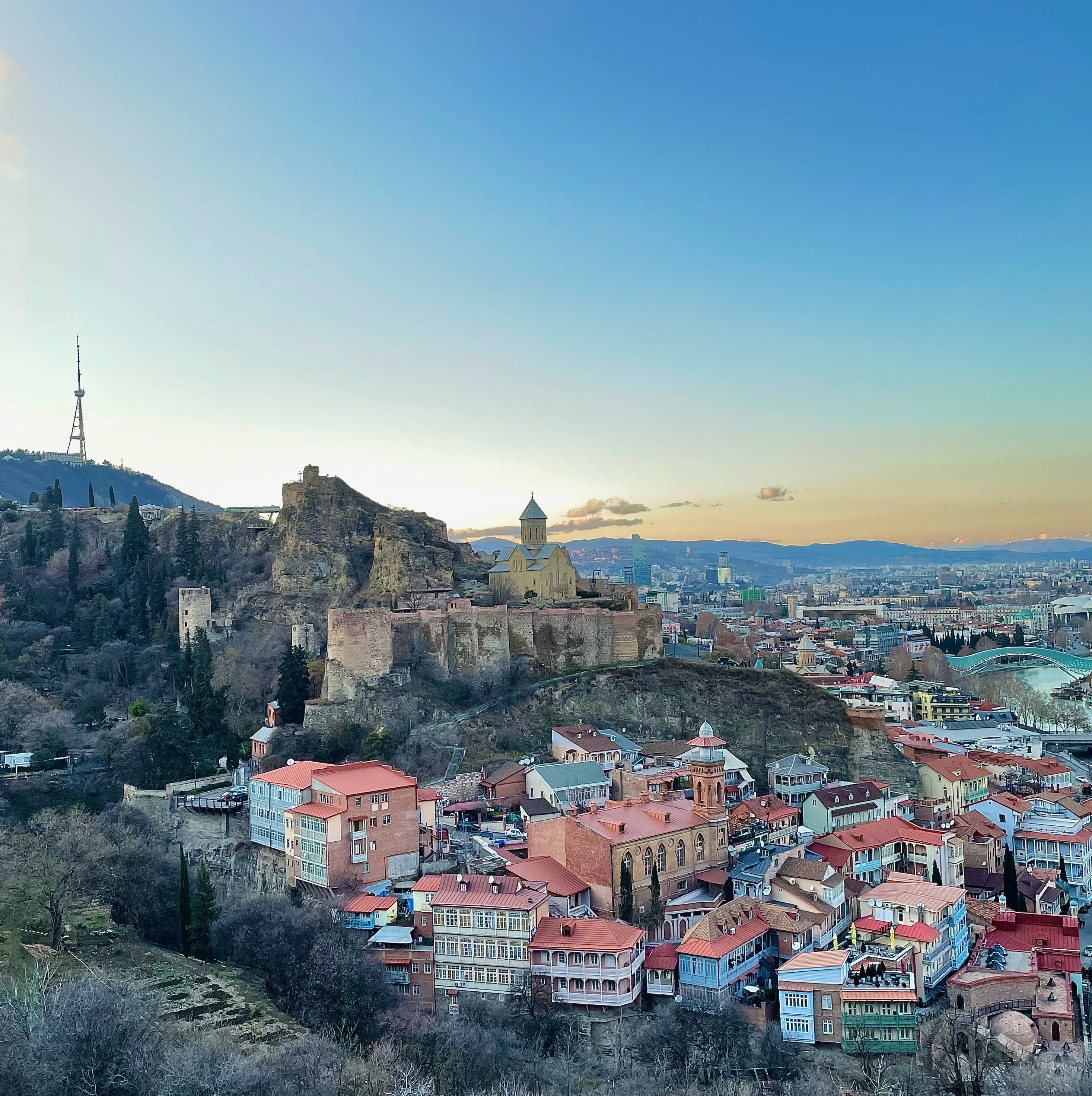
Tbilisi, sobretot Old Town, té un terreny complex, amb turons i penya-segats

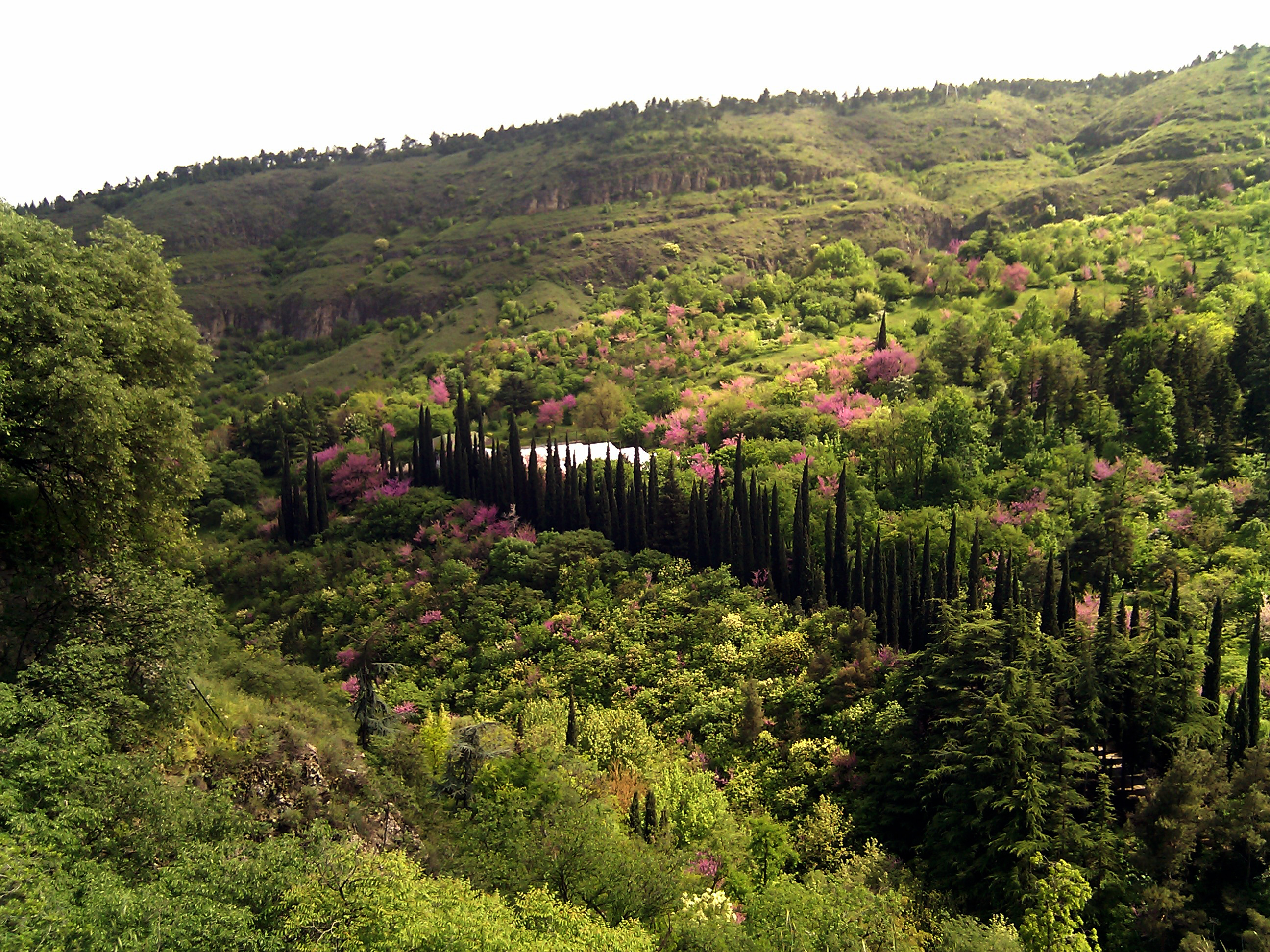
El Jardí Botànic Nacional de Geòrgia a Tbilisi s'amaga a la vista ja que resideix entre els turons de la serralada de Sololaki

### Ubicació
Tbilisi es troba al sud del Caucas a 41° 43' nord i 44° 47' est. La ciutat es troba a l'est de Geòrgia a les dues ribes del riu Kura (localment conegut com a Mtkvari). L'altitud de la ciutat oscil·la entre 380-770 m sobre el nivell del mar i té la forma d'un amfiteatre envoltat de muntanyes per tres vessants. Al nord, Tbilisi està limitada per la serralada de Saguramo, a l'est i al sud-est amb la plana d'Iori, al sud i a l'oest per diverses terminacions (subranges) de la serralada de Trialeti.
El relleu de Tbilisi és complex. La part de la ciutat que es troba a la riba esquerra del riu Kura s'estén per més de 30 km des del districte d'Avchala fins al riu Lochini. La part de la ciutat que es troba al costat dret del riu, però, està construïda al peu de la serra de Trialeti, els vessants de la qual en molts casos baixen fins a les vores del riu. Les muntanyes, per tant, són una barrera important per al desenvolupament urbà del seu marge dret. Aquest tipus d'entorn geogràfic crea bosses de zones molt densament desenvolupades, mentre que altres parts de la ciutat queden sense urbanitzar a causa del complex relleu topogràfic.
Al nord de la ciutat, un gran embassament (conegut comunament com el mar de Tbilisi) és alimentat per canals de reg.

### Clima

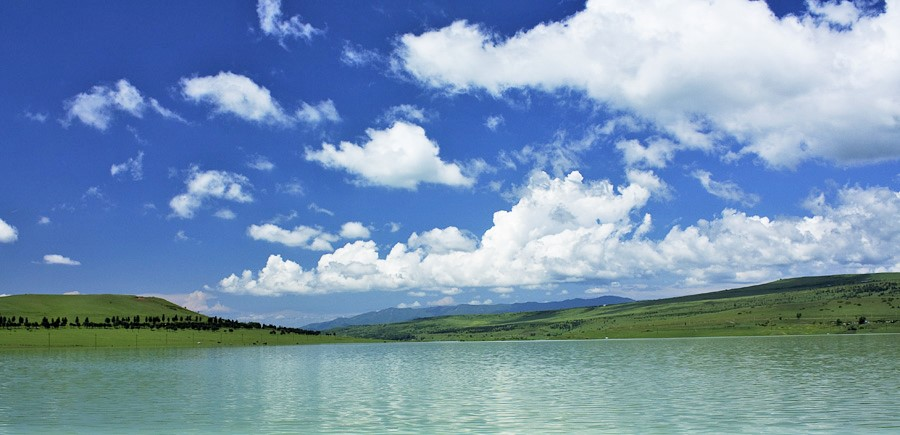
El mar de Tbilisi és la massa d'aigua més gran de Tbilisi.

Tbilisi té un clima subtropical humit (classificació climàtica de Köppen: Cfa) amb influències continentals i semiàrides considerables. La ciutat experimenta estius calorosos i humits i hiverns moderadament freds. Igual que altres regions de Geòrgia, Tbilisi rep precipitacions importants durant tot l'any sense un període sec definit. El clima de la ciutat està influenciat tant per masses d'aire sec (Asiàtica Central/Sibèria) de l'est com per masses d'aire oceàniques (Atlàntic/Mar Negre) de l'oest. Com que la ciutat està limitada a la majoria dels costats per serralades, la proximitat a grans masses d'aigua (mar Negre i Caspi) i el fet que la serralada del Gran Caucas (més al nord) bloqueja la intrusió de masses d'aire fred de Rússia., Tbilisi té un microclima relativament suau en comparació amb altres ciutats que posseeixen un clima similar a les mateixes latituds.
La temperatura mitjana anual a Tbilisi és de 13,3 °C. Gener és el mes més fred amb una temperatura mitjana de 2,3 °C. Juliol és el mes més calorós amb una temperatura mitjana de 24,9 °C. Les temperatures altes diürnes arriben o superen els 32 °C una mitjana de 22 dies durant un any normal. La temperatura mínima absoluta registrada és de –24,4 °C el gener de 1883 i el màxim absolut és de 42,0 °C el 17 de juliol de 1882. La precipitació mitjana anual és de 495,5 mm. Maig és el mes més plujós (77,6 mm de mitjana de precipitació) mentre que el gener és el més sec (una mitjana de 18,9 mm de precipitació). La neu cau de mitjana entre 15 i 25 dies l'any. Les muntanyes circumdants sovint atrapen els núvols dins i al voltant de la ciutat, principalment durant els mesos de primavera i tardor, donant lloc a un temps plujós i/o ennuvolat prolongat. Els vents del nord-oest dominen a la majoria de parts de Tbilisi durant tot l'any. Els vents del sud-est també són habituals.

## Demografia
Segons l’Oficina Nacional d’Estadístiques de Geòrgia (GeoStat), a data de l'1 de gener de 2025, Tbilisi tenia una població estimada d'1.282.000 habitants.
| 1825      | 1854    | 1863    | 1873      | 1885      | 1897      | 1926      | 1939      |
| --------- | ------- | ------- | --------- | --------- | --------- | --------- | --------- |
| 30.000    | 35.000  | 60.800  | 89.500    | 104.000   | 159.600   | 282.900   | 519.200   |
| 1950      | 1959    | 1970    | 1979      | 1989      | 2002      | 2006      | 2016      |
| 600.000   | 694.000 | 889.000 | 1.066.022 | 1.243.200 | 1.081.700 | 1.103.300 | 1.113.000 |
| 2025      |         |         |           |           |           |           |           |
| 1.282.000 |         |         |           |           |           |           |           |

### Població
Com a ciutat multiètnica, Tbilisi acull més de 100 grups ètnics. Al voltant del 89% de la població és d'ètnia georgiana, amb poblacions importants d'altres grups ètnics com ara armenis, russos i àzeris. Juntament amb els grups esmentats anteriorment, Tbilisi és la llar d'altres grups ètnics, com ara ossetes, abkhazos, ucraïnesos, grecs, jueus, assiris, iazidis i altres.

### Religió
Més del 95% dels residents de Tbilisi practiquen alguna forma de cristianisme (la predominant és l'Església Ortodoxa de Geòrgia). L'Església Ortodoxa Russa, que està en plena comunió amb l'Església Ortodoxa Georgiana, i l'Església Apostòlica Armènia també tenen importants seguidors. Una minoria de la població (al voltant de l'1,5%) practica l'islam (principalment l'islam xiïta), mentre que aproximadament el 0,1% de la població de Tbilisi practica el judaisme. També s'hi troba una església Catòlica Romana i el temple iazidi Sultan Ezid.

## Agermanaments
Està agermanada amb Bristol, la ciutat principal del sud-oest d'Anglaterra, i amb Atlanta, capital de l'estat estatunidenc de Geòrgia.

## Persones il·lustres
- Giorgi Latsabidze i Lev Vlasenko (1928-1996), pianistes.
- Tenguiz Abuladze, director de cinema.
- Samuïl Samossud (1884-1964) director d'orquestra.
- Sacha Goudine (...?-1960) ballarí de ballet.
- Leon Aleksàndrovitx Khodjà-Einàtov (1904-1954), compositor.
- Mikhail Lavrovsky (1941), ballarí i coreògraf.
- Xalva Mixvelidze compositor.
- Níkoloz Muskhelixvili (1891-1976), matemàtic.
- Tina Khidaixeli (1973), advocada i política georgiana.